# Viliami Tungī Mailefihi
Il colonnello Viliami (Guglielmo) Tungī Mailefihi (Nukuʻalofa, 1º novembre 1888 – ‘Uoleva, 20 luglio 1941) è stato principe consorte delle Tonga dal 1918 al 1941, come marito di Salote Tupou III, oltre che primo ministro dal 1923 alla morte.

## Biografia

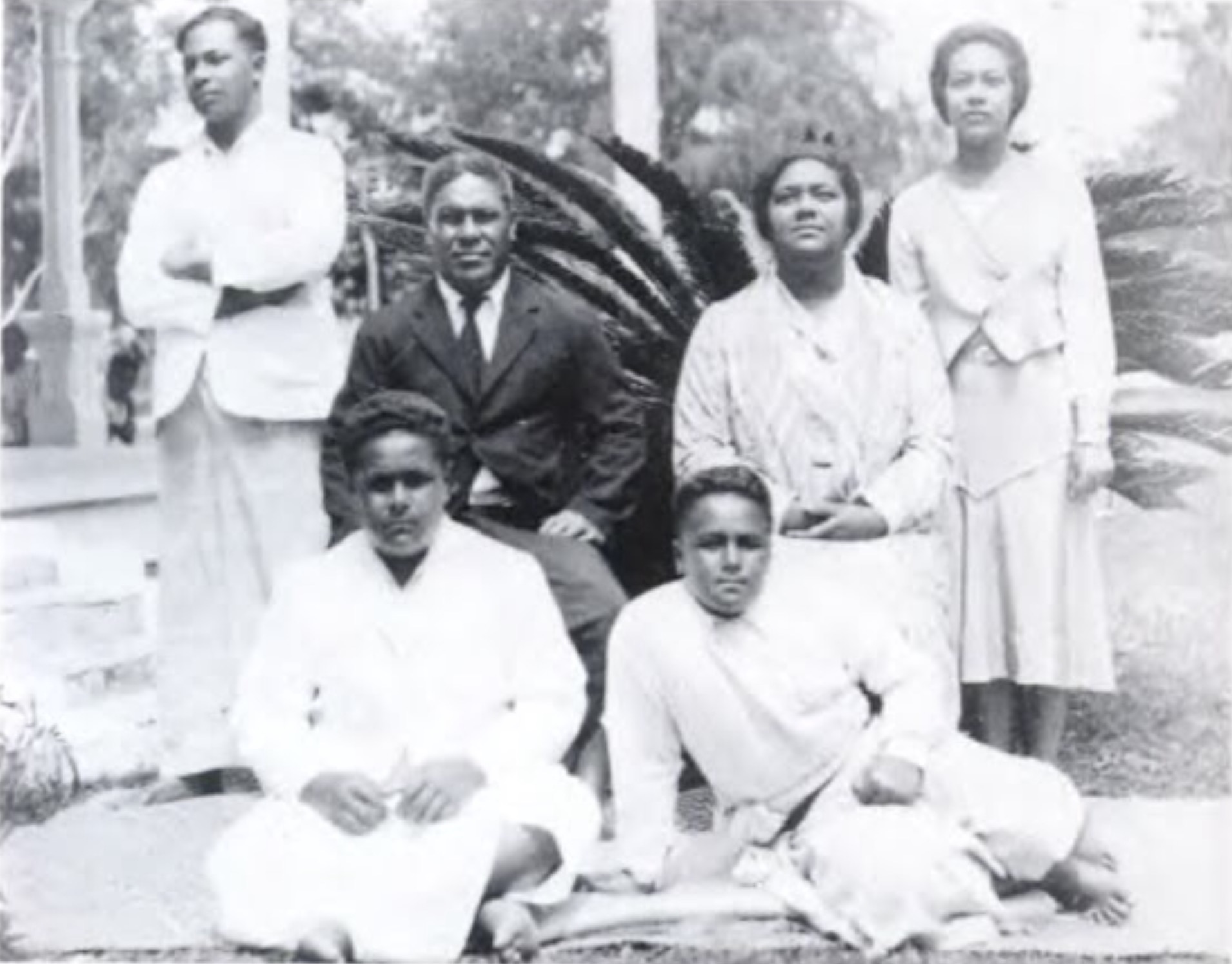
Il principe con la sua famiglia attorno al 1930.

Viliami Tungī Mailefihi nacque a Nukuʻalofa il 1º novembre 1888 ed era il figlio di Siaosi (Giorgio) Tuku'aho, che servì come primo ministro Tonga dal 1890 al 1893, e di Mele Siuʻilikutapu, entrambi appartenenti a famiglie notabili del regno. Come nipote del re George Tupou II fu principe ereditario di Tonga fino alla nascita della prima figlia del re, Salote, sua futura moglie.
Tungi venne educato prima al Tupou College di Tonga, poi al Newington College di Sydney, in cui fu ammesso nel 1896, all'età di nove anni. Era uno dei sette nobili tongani che studiavano in quel periodo nel collegio. Era seguace della Chiesa metodista.
Nel 1911 rappresentò il suo paese all'incoronazione di re Giorgio V del Regno Unito e della consorte Mary di Teck a Londra.
Fu scelto dal re George Tupou II per sposare la sua figlia maggiore ed erede, Salote, anche se era di dodici anni più giovane di lui. Il matrimonio ebbe luogo il 19 settembre (con cerimonia cristiana) e il 21 settembre (con cerimonia tongana) 1917.
Meno di un anno dopo, Siaosi sarebbe morto e Salote sarebbe diventata regina.
Il matrimonio fu un successo. Tungi fece molto per elevare la stima della gente verso la loro regina. Inoltre, i loro figli discendevano dalle tre principali dinastie reali di Tonga. Tungi sarebbe stato ricordato come molto generoso con tutti i suoi parenti.
La coppia reale ebbe tre figli maschi:
- Taufaʻahau (1918 - 2006), futuro re;
- Uiliami (1919 - 1936) e
- Sione Nga, futuro Primo ministro (1922 - 1999).

La sua morte, avvenuta a ‘Uoleva il 20 luglio 1941, fu un duro colpo non solo per la regina Salote ma per tutto il popolo tongano.